# Тіті Бхаттачарія
Тіті Бхаттачарія — доцент історії Південної Азії в Університеті Пердью, марксистська феміністка та одна з організаторок Міжнародного жіночого страйку 8 березня 2017 року.
Бхаттачарія — співавторка маніфесту Фемінізм для 99%, який пов'язує фемінізм із іншими напрямками боротьби, зокрема з антирасизмом і антикапіталізмом. На тему гендеру Бхаттачарія написала книгу «Вартові культури», яка розвинута на основі її дисертації про середній клас з британською освітою в Калькутті XIX ст. Вона також писала про політику ісламофобії та жінок в ісламі.
У березні 2022 року Бхаттачарія була однією зі 151 міжнародної феміністки, яка підписала маніфест Феміністський опір проти війни на знак солідарності з російським Феміністським антивоєнним спротивом. Цей маніфест розкритикували самі учасниці Феміністського антивоєнного опору.

## Праці
- The Sentinels of Culture: Class, Education, and the Colonial Intellectual in Bengal, Oxford University Press, 2005

### Переклади українською
- Праця в сучасному марксизмі: від виробництва вартості до вартості відтворення // Спільне, 21.11.2019